# Fred Hemmes
Fred Hemmes (L'Aia, 14 giugno 1950) è un ex tennista olandese.

## Carriera
Tra il 1971 e il 1977 fu componente della squadra olandese di Coppa Davis, con cui disputò 18 incontri vincendone sette, di cui quattro in singolare e tre in doppio. Tra gli otto giocatori ad averlo sconfitto in Davis figurano Ilie Năstase nel 1971 e Björn Borg nel 1974.
Nel 1973 prese parte al torneo di Wimbledon nelle prove di doppio maschile e doppio misto, al fianco rispettivamente dei connazionali Jan Hordijk e Tine Zwaan. Nel 1974, prese nuovamente parte al torneo di doppio misto a Wimbledon in coppia con l'olandese Nora Lauteslager.
Il suo miglior risultato lo ottenne al torneo di Hilversum del 1976, dove, entrato in tabellone come lucky loser, sconfisse al primo turno il polacco Wojciech Fibak. Al turno successivo, fu poi eliminato dallo spagnolo Ángel Giménez.